# Dobrovolný svazek obcí Hořepnický region
Dobrovolný svazek obcí Hořepnický region je svazek obcí v okresu Pelhřimov, jeho sídlem je Hořepník a jeho cílem je rozvoj regionu. Sdružuje celkem 4 obce a byl založen v roce 2001.

## Obce sdružené v mikroregionu
- Arneštovice
- Bořetice
- Hořepník
- Rovná